# Purnujärvi (sjö i Södra Karelen)
Purnujärvi är en sjö i Finland. Den ligger i kommunen Rautjärvi i landskapet Södra Karelen, i den sydöstra delen av landet, 250 km nordost om huvudstaden Helsingfors. Purnujärvi ligger 68,7 meter över havet. I omgivningarna runt Purnujärvi växer i huvudsak blandskog. Den är 5,8 meter djup. Arean är 1,87 kvadratkilometer och strandlinjen är 13,24 kilometer lång. Sjön  ingår i Vuoksens huvudavrinningsområde. 